# Frank Fenner
Frank John Fenner (Ballarat, Victoria, Australia, 21 de diciembre de 1914-Canberra, Australia, 22 de noviembre del 2010) fue un médico australiano con una importante carrera científica en el campo de la virología. Sus dos logros más importantes fueron la supervisión de la campaña para la erradicación de la viruela, y el uso del virus de la mixomatosis como herramienta para controlar la plaga de conejos que asolaba su país.

## Datos biográficos
Frank Fenner nació en Ballarat (Australia), el 21 de diciembre de 1914, pero su familia se mudó a Adelaida en noviembre de 1916. Consiguió el título de medicina de la Universidad de Adelaida en 1942. Entre 1940 y 1946 trabajó en el cuerpo médico del ejército australiano y estuvo destinado en varios países durante la Segunda Guerra Mundial. Prestó servicios como oficial médico en Australia, Palestina, Egipto, Nueva Guinea y Borneo, realizando curas a heridos en combate, aportando conocimientos en patología y tratando enfermos de malaria. En 1945 fue nombrado miembro de la Orden del Imperio Británico por su contribución en el combate a la malaria en Papúa Nueva Guinea.

## Carrera como investigador

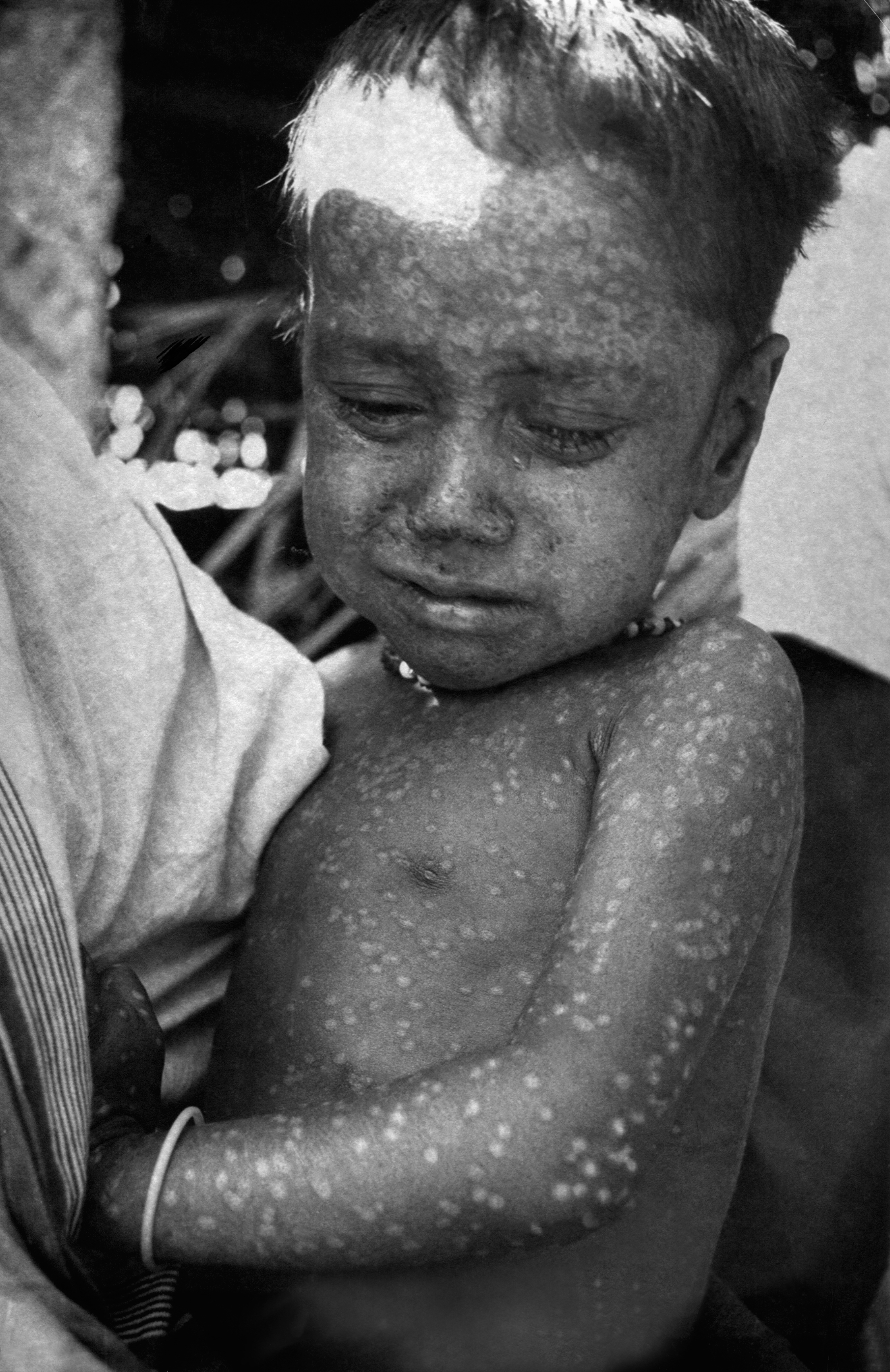
Fenner supervisó el plan de erradicación de la viruela de la OMS. En la foto, Rahima Banu, último caso de infección por viruela de forma natural, en 1975.

Tras su servicio en el ejército fue contratado por Frank Macfarlane Burnet para trabajar en el Instituto de Investigación Médica Walter and Eliza Hall, en Melbourne. Comenzó a investigar la viruela en ratones, y posteriormente la genética de los virus de la familia Poxviridae.
En 1949 consigue una estancia como investigador en el Rockefeller Institute for Medical Research de Nueva York, trabajando en la investigación de Mycobacterium como causante de la úlcera de Buruli, la tercera enfermedad micobacterial más importante tras la tuberculosis y la lepra. En este centro trabajó con René Dubos, uno de los autores de la famosa frase «Piensa globalmente, actúa localmente».
Tras su estancia, regresa a Australia como profesor de microbiología en la John Curtin School of Medical Research, perteneciente a la Universidad Nacional de Australia, en Canberra. De nuevo se dedica a la investigación de virus, en especial del virus Mixoma, causante de la mixomatosis.

### Control de la plaga de conejos australiana
Durante las décadas de 1940 y 1950, Australia sufrió una severa plaga de conejos. El trabajo de Fenner acerca de la mixomatosis mostró que la enfermedad de los conejos es letal el 99,5 % de las veces, y que tarda entre 9 y 11 días en matar a sus infectados. Esto permitió diseñar en 1950 un plan de suelta de conejos previamente infectados con el virus para controlar la población de la especie en Australia. Los pocos conejos que sobrevivieron desarrollaron resistencia al virus por selección natural, por lo que la plaga no se erradicó completamente, aunque la población se redujo de forma importante. Antes de emplear al virus como medida de control biológico, los responsables científicos de la propuesta (Frank Fenner, Frank Macfarlane Burnet, y Ian Clunies Ross) se inyectaron el virus en sus propios cuerpos ante un grupo de periodistas, para demostrar públicamente que no era peligroso para los humanos.
Fenner fue nombrado director del John Curtin School of Medical Research entre 1967 y 1973.

### Campaña de erradicación de la viruela
En 1967 Fenner fue nombrado director de la Comisión Internacional para la Certificación de la Erradicación de la Viruela de la Organización Mundial de la Salud, creada a propuesta del viceministro de salud de la URSS, Viktor Zhdanov, en 1958. La viruela era hasta entonces una de las enfermedades más contagiosas y responsable de la muerte de millones de personas en la historia de la humanidad, que dejaba a las víctimas que conseguían sobrevivir desfiguradas de por vida, por las cicatrices que produce.
La comisión se ocupó de supervisar la correcta administración de vacunas contra el virus causante de la enfermedad y documentar los nuevos casos de contagio, hasta que certificó su completa erradicación el 9 de diciembre de 1979. Según el seguimiento de esta comisión, en octubre de 1975, una niña bangladeshí de dos años de edad, llamada Rahima Banu, fue la última víctima natural de viruela en el mundo, y sobrevivió. En 1977, uno de los vacunadores, llamado Ali Maow Maalin, se contagió de viruela menor durante un viaje a una aldea de África, pero sobrevivió también. En 1978, la fotógrafa médica Janet Parker se infectó accidentalmente con una muestra en la Universidad de Birmingham, pereció poco después y fue la última víctima de la enfermedad.
El 8 de mayo de 1980, el profesor Fenner hizo el anuncio oficial de la erradicación de la enfermedad en la Asamblea Mundial de la Salud, que hizo oficial la erradicación en su resolución WHA33.3.

El discurso de Fenner comienza así:

Tras considerar el desarrollo y resultados del programa global para la erradicación de la viruela iniciado por la OMS en 1958 e intensificado a partir de 1967 [...], declaro solemnemente que el mundo y su gente se han liberado de la viruela, que fue la enfermedad epidémica más devastadora en muchos países por mucho tiempo, y que dejó muertos, ciegos y desfigurados, y que hace sólo una década asolaba África, Asia y Sudamérica.
Discurso de Frank Fenner en la asamblea de la OMS de 1980

### Centro de Estudios Medioambientales (Universidad Nacional de Australia)
El profesor Fenner mostró mucho interés por el medio ambiente, y en 1973 fue nombrado director fundador del Centro de Estudios Medioambientales de la Universidad Nacional de Australia. Trabajó allí hasta su retiro en 1979, y entonces se le nombró profesor emérito del John Curtin School of Medical Research.
En 2007 la universidad renombró el Centro de Estudios Medioambientales como Escuela Fenner de Medio Ambiente y Sociedad, con el objetivo de que economistas, historiadores, ecologistas, geógrafos y climatólogos puedan trabajar juntos para conseguir un objetivo en común.

## Predicción de la extinción de la humanidad
En una entrevista al periódico The Australian, el 16 de junio de 2010, predijo la extinción de la humanidad en los próximos 100 años, y afirmó que ya era demasiado tarde para que pudiéramos evitarlo.

## Fallecimiento
Murió a los 95 años en Canberra, la mañana del 22 de noviembre de 2010, tras una breve enfermedad y pocos días después del nacimiento de su primer nieto.

## Reconocimientos
El profesor Fenner recibió muchos premios a lo largo de su carrera, de entre los cuales destacan:
- Miembro de la Orden del Imperio Británico, 1945.[2]
- Premio Japón en medicina preventiva, 1988 (compartido con Donald Henderson and Isao Arita).
- Medalla Copley de la Real Sociedad de Londres, 1995.
- Premio Mundial de Ciencias Albert Einstein del Consejo Cultural Mundial, 2000.[13]
- Clunies Ross Lifetime Contribution National Science and Technology Award, 2002.
- Medalla de la Organización Mundial de la Salud
- Medalla Mueller de la Australian and New Zealand Association for the Advancement of Science, 1964.
- Medalla ANZAAS de la Australian and New Zealand Association for the Advancement of Science, 1980.
- ANZAC Peace Prize
- Medalla Matthew Flinders
- Premio de medicina de la Australia Británica
- Premio de ciencia del Primer Ministro de Australia, 2002.
- ACT Senior Australian of the Year 2005
- La Universidad Nacional de Australia ha dado su nombre a dos edificios: uno que alberga la Medical School and Faculty of Science y una residencia universitaria.
- El John Curtin School of Medical Research creó en 1995 la Medalla Frank Fenner para premiar la mejor tesis doctoral presentada en la escuela.[14]